# Fallen (EGOISTの曲)
『Fallen』（フォールン）は、2014年11月19日にSony Recordsから発売されたEGOISTの5枚目のシングルである。

## 概要
前作『All Alone With You』から約1年8か月ぶりのリリースとなる2014年1作目のシングルであり、表題曲はテレビアニメ『PSYCHO-PASS サイコパス 2』のエンディングテーマに起用された。前作に引き続き、販売形態は初回限定盤、通常盤の2種リリースで、前者には表題曲のPV、および『PSYCHO-PASS サイコパス 2』ノンクレジットEDが収録された。

## 収録曲
1. Fallen [4:30]
作詞・作曲：ryo
フジテレビ系「ノイタミナ」枠アニメ『PSYCHO-PASS サイコパス 2』エンディングテーマ。
ボーカルのchelly曰く「神秘的な曲」で、「バックで鳴っている音はとても賑やか」だが「歌詞やメロディには美しさがある」[1]。また、EGOISTの楽曲としては初めてシャウトが使われている[1]。
2. 1.4.2 [4:07]
作詞：chelly、作曲：ryo
表題曲とは異なるポップス調の楽曲となっている。
3. Fallen（TV Edit） [1:32]
4. Fallen -Instrumental-
5. 1.4.2 -Instrumental-
6. Fallen (TV Edit） -Instrumental-

DVD（初回限定盤のみ）
1. Fallen（Music Video）
2. 「PSYCHO-PASS サイコパス 2」Ending ノンクレジットムービー